# Lygumai
Lygumai is een plaats in het Litouwse district Šiauliai. De plaats telt 664 inwoners (2001).